# João Diacrinomeno
João Diacrinomeno (em grego: Ἰωάννης Διακρινόμενος; romaniz.: Ioánnes Diakrinómenos; em latim: Ioannes Diacrinomenus) foi um historiador eclesiástico bizantino do início do século VI. Seu apelido se refere à sua teologia: foi um dos "hesitantes" (diacrinomenos) que rejeitaram o Concílio da Calcedônia. Trabalhando em Constantinopla, escreveu uma história da igreja em dez livros cobrindo o período do Concílio de Éfeso em 431 até o início do patriarcado de Severo de Antioquia em 512. A dedicou a seu tio, o bispo Silvano, que foi enviado pelo imperador Anastácio I (r. 491–518) ao Reino de Himiar em 512. Agora está perdido. Sobrevive apenas um resumo de cada livro. Já no século IX o patriarca de Constantinopla Fócio I só teve acesso aos primeiros cinco livros, que incluiu em sua Biblioteca. O quinto livro terminou com a expulsão de Pedro Fulão do patriarcado de Alexandria por volta de 476. Fócio identificou erroneamente João com o padre João de Egas porque ambos eram anticalcedônios. João é citado por Teodoro, o Leitor.